# Vestalaria vinnula
Vestalaria vinnula – gatunek ważki z rodziny świteziankowatych (Calopterygidae).